# Oscar för bästa kvinnliga huvudroll
Nedan följer en lista över vinnare och nominerade av en Oscar för Bästa kvinnliga huvudroll (Academy Award for Best Actress). Priset har delats ut i den här kategorin sedan den allra första Oscarsgalan, då Janet Gaynor vann för roller i tre av sina filmer.
Vinnare presenteras överst i fetstil och gul färg, och övriga nominerade följer efter. Året avser det år som filmerna hade premiär i USA, varpå skådespelarna tilldelades priset på galan året efter.

## 1920-talet
| År                                | Skådespelerska             | Film                | Roll           |
| 1927 / 1928 (1:a)                 |                            |                     |                |
| --------------------------------- | -------------------------- | ------------------- | -------------- |
| 1927 / 1928 (1:a)                 | Janet Gaynor               | I sjunde himlen     | Diane          |
| 1927 / 1928 (1:a)                 | Janet Gaynor               | Gatans ängel        | Angela         |
| 1927 / 1928 (1:a)                 | Janet Gaynor               | Soluppgång          | hustrun        |
| 1927 / 1928 (1:a)                 | Louise Dresser             | A Ship Comes In     | Mrs. Pleznik   |
| 1927 / 1928 (1:a)                 | Gloria Swanson             | Hennes förflutna    | Sadie Thompson |
| 1928 / 1929 (2:a)                 |                            |                     |                |
| Mary Pickford                     | Coquette                   | Norma Besant        |                |
| Ruth Chatterton                   | Madame X                   | Jacqueline Floriot  |                |
| Betty Compson                     | Gycklaren                  | Carrie              |                |
| Jeanne Eagels (postum nominering) | The Letter                 | Leslie Crosbie      |                |
| Corinne Griffith                  | Lady Hamiltons kärlekssaga | Emma, Lady Hamilton |                |
| Bessie Love                       | Broadways melodi           | Hank Mahoney        |                |

## 1930-talet
| År                     | Skådespelerska                 | Film                               | Roll                  |
| 1929 / 1930 (3:e)      |                                |                                    |                       |
| ---------------------- | ------------------------------ | ---------------------------------- | --------------------- |
| 1929 / 1930 (3:e)      | Norma Shearer                  | The Divorcee                       | Jerry Bernard Martin  |
| 1929 / 1930 (3:e)      | Nancy Carroll                  | The Devil's Holiday                | Hallie Hobart         |
| 1929 / 1930 (3:e)      | Ruth Chatterton                | Sarah and Son                      | Sarah Storm           |
| 1929 / 1930 (3:e)      | Greta Garbo                    | Anna Christie                      | Anna Christie         |
| 1929 / 1930 (3:e)      | Greta Garbo                    | Romantik                           | Madme Rita Cavallini  |
| 1929 / 1930 (3:e)      | Norma Shearer                  | Frånskilda barn                    | Lucia "Lally" Marlett |
| 1929 / 1930 (3:e)      | Gloria Swanson                 | På olovliga vägar                  | Marion Donnell        |
| 1930 / 1931 (4:e)      |                                |                                    |                       |
| Marie Dressler         | Kärlekens ögon                 | Min Divot                          |                       |
| Marlene Dietrich       | Marocko                        | Mademoiselle Amy Jolly             |                       |
| Irene Dunne            | Cimarron                       | Sabra Cravat                       |                       |
| Ann Harding            | Holiday                        | Linda Seton                        |                       |
| Norma Shearer          | Farlig kärlek                  | Jan Ashe                           |                       |
| 1931 / 1932 (5:e)      |                                |                                    |                       |
| Helen Hayes            | Hennes synd                    | Madelon Claudet                    |                       |
| Marie Dressler         | Emma                           | Emma Thatcher Smith                |                       |
| Lynn Fontanne          | Gardeskaptenen                 | skådespelerskan                    |                       |
| 1932 / 1933 (6:e)      |                                |                                    |                       |
| Katharine Hepburn      | Morning Glory                  | Eva Lovelace                       |                       |
| May Robson             | Lady för en dag                | Apple Annie                        |                       |
| Diana Wynyard          | Cavalcade                      | Jane Marryot                       |                       |
| 1934 (7:e)             |                                |                                    |                       |
| Claudette Colbert      | Det hände en natt              | Ellie Andrews                      |                       |
| Grace Moore            | Den sjungande Venus            | Mary Barrett                       |                       |
| Norma Shearer          | Lågor i Dunklet                | Elizabeth Barrett                  |                       |
| Bette Davis (Write-in) | En kvinnas slav                | Mildred Rogers                     |                       |
| 1935 (8:e)             |                                |                                    |                       |
| Bette Davis            | Tillbaka till livet            | Joyce Heath                        |                       |
| Elisabeth Bergner      | Övergiv mig icke               | Gemma Jones                        |                       |
| Claudette Colbert      | Enskilt område                 | Jane Everest                       |                       |
| Katharine Hepburn      | Vid 19 år                      | Alice Adams                        |                       |
| Miriam Hopkins         | Fåfängans marknad              | Becky Sharp                        |                       |
| Merle Oberon           | Mörkrets ängel                 | Kitty Vane                         |                       |
| 1936 (9:e)             |                                |                                    |                       |
| Luise Rainer           | Den store Ziegfeld             | Anna Held                          |                       |
| Irene Dunne            | Theodora leker med elden       | Theodora Lynn                      |                       |
| Gladys George          | Valiant Is the Word for Carrie | Carrie Snyder                      |                       |
| Carole Lombard         | Godfrey ordnar allt            | Irene Bullock                      |                       |
| Norma Shearer          | Romeo och Julia                | Julia                              |                       |
| 1937 (10:e)            |                                |                                    |                       |
| Luise Rainer           | Den goda jorden                | O-Lan                              |                       |
| Irene Dunne            | Min fru har en fästman         | Lucy Warriner                      |                       |
| Greta Garbo            | Kameliadamen                   | Marguerite Gautier                 |                       |
| Janet Gaynor           | Skandal i Hollywood            | Esther Blodgett/Vicki Lester       |                       |
| Barbara Stanwyck       | Stella Dallas                  | Stella Martin Dallas               |                       |
| 1938 (11:e)            |                                |                                    |                       |
| Bette Davis            | Skandalen kring Julie          | Julie Marsden                      |                       |
| Fay Bainter            | Det vita baneret               | Hannah Parmalee                    |                       |
| Wendy Hiller           | Pygmalion                      | Eliza Doolittle                    |                       |
| Norma Shearer          | Marie Antoinette               | Marie-Antoinette                   |                       |
| Margaret Sullavan      | Kamrater                       | Patricia 'Pat' Hollmann            |                       |
| 1939 (12:e)            |                                |                                    |                       |
| Vivien Leigh           | Borta med vinden               | Scarlett O'Hara                    |                       |
| Bette Davis            | Seger i mörkret                | Judith Traherne                    |                       |
| Irene Dunne            | Det handlar om kärlek...       | Terry McKay                        |                       |
| Greta Garbo            | Ninotchka                      | Nina Yakushova 'Ninotchka' Ivanoff |                       |
| Greer Garson           | Adjö, Mr. Chips                | Katherine                          |                       |

## 1940-talet
| År                  | Skådespelerska                        | Film                            | Roll                     |
| 1940 (13:e)         |                                       |                                 |                          |
| ------------------- | ------------------------------------- | ------------------------------- | ------------------------ |
| 1940 (13:e)         | Ginger Rogers                         | Kitty Foyle - ung modern kvinna | Kitty Foyle              |
| 1940 (13:e)         | Bette Davis                           | Brevet                          | Leslie Crosbie           |
| 1940 (13:e)         | Joan Fontaine                         | Rebecca                         | den andra Mrs. de Winter |
| 1940 (13:e)         | Katharine Hepburn                     | En skön historia                | Tracy Lord               |
| 1940 (13:e)         | Martha Scott                          | Vår lilla stad                  | Emily Webb               |
| 1941 (14:e)         |                                       |                                 |                          |
| Joan Fontaine       | Illdåd planeras?                      | Lina McLaidlaw Aysgarth         |                          |
| Bette Davis         | Kvinnan utan nåd                      | Regina Giddens                  |                          |
| Olivia de Havilland | Natten är så kort...                  | Emmy Brown                      |                          |
| Greer Garson        | Blommor i skugga                      | Edna Gladney                    |                          |
| Barbara Stanwyck    | Jag stannar över natten               | Katherine 'Sugarpuss' O'Shea    |                          |
| 1942 (15:e)         |                                       |                                 |                          |
| Greer Garson        | Mrs. Miniver                          | Kay Miniver                     |                          |
| Bette Davis         | Under nya stjärnor                    | Charlotte Vale                  |                          |
| Katharine Hepburn   | Årets kvinna                          | Tess Harding                    |                          |
| Rosalind Russell    | Pass för den blonda!                  | Ruth Sherwood                   |                          |
| Teresa Wright       | Bragdernas man                        | Eleanor Twitchell Gehrig        |                          |
| 1943 (16:e)         |                                       |                                 |                          |
| Jennifer Jones      | Sången om Bernadette                  | Bernadette Soubirous            |                          |
| Jean Arthur         | Ungkarlsfällan                        | Constance "Connie" Milligan     |                          |
| Ingrid Bergman      | Klockan klämtar för dig               | María                           |                          |
| Joan Fontaine       | Alla himlar öppna sig                 | Tessa Sanger                    |                          |
| Greer Garson        | Madame Curie                          | Marie Curie                     |                          |
| 1944 (17:e)         |                                       |                                 |                          |
| Ingrid Bergman      | Gasljus                               | Paula Alquist Anton             |                          |
| Claudette Colbert   | Osynliga länkar                       | Anne Hilton                     |                          |
| Bette Davis         | En kvinnas väg                        | Fanny Trellis                   |                          |
| Greer Garson        | Mrs. Parkington                       | Susie 'Sparrow' Parkington      |                          |
| Barbara Stanwyck    | Kvinna utan samvete                   | Phyllis Dietrichson             |                          |
| 1945 (18:e)         |                                       |                                 |                          |
| Joan Crawford       | Mildred Pierce - en amerikansk kvinna | Mildred Pierce Beragon          |                          |
| Ingrid Bergman      | Klockorna i S:t Mary                  | syster Mary Benedict            |                          |
| Greer Garson        | Domens dal                            | Mary Rafferty                   |                          |
| Jennifer Jones      | Kärleksbreven                         | Singleton                       |                          |
| Gene Tierney        | Min är hämnden                        | Ellen Berent Harland            |                          |
| 1946 (19:e)         |                                       |                                 |                          |
| Olivia de Havilland | Kärlek som aldrig dör                 | Josephine 'Jody' Norris         |                          |
| Celia Johnson       | Kort möte                             | Laura Jesson                    |                          |
| Jennifer Jones      | Duell i solen                         | Pearl Chavez                    |                          |
| Rosalind Russell    | Att offra allt                        | Elizabeth Kenny                 |                          |
| Jane Wyman          | Hjortkalven                           | Orry Baxter                     |                          |
| 1947 (20:e)         |                                       |                                 |                          |
| Loretta Young       | Katrin gör karriär                    | Katie Holstrom                  |                          |
| Joan Crawford       | Besatt                                | Louise Howell                   |                          |
| Susan Hayward       | Vinddriven                            | Angelica Evans Conway           |                          |
| Dorothy McGuire     | Tyst överenskommelse                  | Kathy Lacy                      |                          |
| Rosalind Russell    | Mourning Becomes Electra              | Lavinia Mannon                  |                          |
| 1948 (21:a)         |                                       |                                 |                          |
| Jane Wyman          | Våld i mörker                         | Belinda McDonald                |                          |
| Ingrid Bergman      | Joan of Arc                           | Jeanne d’Arc                    |                          |
| Olivia de Havilland | Ormgropen                             | Virginia Stuart Cunningham      |                          |
| Irene Dunne         | Lyckliga stunder                      | Martha Hanson                   |                          |
| Barbara Stanwyck    | Ursäkta, fel nummer!                  | Leona Stevenson                 |                          |
| 1949 (22:a)         |                                       |                                 |                          |
| Olivia de Havilland | Arvtagerskan                          | Catherine Sloper                |                          |
| Jeanne Crain        | En droppe negerblod                   | Patricia 'Pinky' Johnson        |                          |
| Susan Hayward       | Mitt dåraktiga hjärta                 | Eloise Winters                  |                          |
| Deborah Kerr        | Edward, min son                       | Evelyn Boult                    |                          |
| Loretta Young       | Nunnan och spelaren                   | syster Margaret                 |                          |

## 1950-talet
| År                | Skådespelerska            | Film                               | Roll               |
| 1950 (23:e)       |                           |                                    |                    |
| ----------------- | ------------------------- | ---------------------------------- | ------------------ |
| 1950 (23:e)       | Judy Holliday             | Född i går                         | Emma 'Billie' Dawn |
| 1950 (23:e)       | Anne Baxter               | Allt om Eva                        | Eve Harrington     |
| 1950 (23:e)       | Bette Davis               | Allt om Eva                        | Margo Channing     |
| 1950 (23:e)       | Eleanor Parker            | Kvinnor i fängelse                 | Marie Allen        |
| 1950 (23:e)       | Gloria Swanson            | Sunset Boulevard                   | Norma Desmond      |
| 1951 (24:e)       |                           |                                    |                    |
| Vivien Leigh      | Linje Lusta               | Blanche DuBois                     |                    |
| Katharine Hepburn | Afrikas drottning         | Rose Sayer                         |                    |
| Eleanor Parker    | Polisstation 21           | Mary McLeod                        |                    |
| Shelley Winters   | En plats i solen          | Alice Tripp                        |                    |
| Jane Wyman        | Blå slöjan                | Louise Mason                       |                    |
| 1952 (25:e)       |                           |                                    |                    |
| Shirley Booth     | Kom tillbaka, lilla Sheba | Lola Delaney                       |                    |
| Joan Crawford     | Avslöjad                  | Myra Hudson                        |                    |
| Bette Davis       | The Star                  | Margaret Elliot                    |                    |
| Julie Harris      | The Member of the Wedding | Frances 'Frankie' Addams           |                    |
| Susan Hayward     | Med en sång i mitt hjärta | Jane Froman                        |                    |
| 1953 (26:e)       |                           |                                    |                    |
| Audrey Hepburn    | Prinsessa på vift         | Prinsessan Ann                     |                    |
| Leslie Caron      | Lili                      | Lili Daurier                       |                    |
| Ava Gardner       | Mogambo                   | Eloise "Honey Bear" Kelly          |                    |
| Deborah Kerr      | Härifrån till evigheten   | Karen Holmes                       |                    |
| Maggie McNamara   | Patty                     | Patty O'Neill                      |                    |
| 1954 (27:e)       |                           |                                    |                    |
| Grace Kelly       | Mannen du gav mig         | Georgie Elgin                      |                    |
| Dorothy Dandridge | Carmen Jones              | Carmen Jones                       |                    |
| Judy Garland      | En stjärna föds           | Vicki Lester / Esther Blodgett     |                    |
| Audrey Hepburn    | Sabrina                   | Sabrina Fairchild                  |                    |
| Jane Wyman        | En läkares samvete        | Helen Phillips                     |                    |
| 1955 (28:e)       |                           |                                    |                    |
| Anna Magnani      | Den tatuerade rosen       | Serafina Delle Rose                |                    |
| Susan Hayward     | Jag gråter imorgon        | Lillian Roth                       |                    |
| Katharine Hepburn | Sommarens dårskap         | Jane Hudson                        |                    |
| Jennifer Jones    | Skimrande dagar           | Han Suyin                          |                    |
| Eleanor Parker    | Sången till livet         | Marjorie 'Margie' Lawrence         |                    |
| 1956 (29:e)       |                           |                                    |                    |
| Ingrid Bergman    | Anastasia                 | Anna Koreff / Anastasia            |                    |
| Carroll Baker     | Baby Doll                 | Baby Doll Meighan                  |                    |
| Katharine Hepburn | Regnmakaren               | Lizzie Curry                       |                    |
| Nancy Kelly       | Det onda arvet            | Christine Penmark                  |                    |
| Deborah Kerr      | Kungen och jag            | Anna Leonowens                     |                    |
| 1957 (30:e)       |                           |                                    |                    |
| Joanne Woodward   | Evas tre ansikten         | Eve White / Eve Black / Jane       |                    |
| Deborah Kerr      | Vem vet, Mr Allison       | syster Angela                      |                    |
| Anna Magnani      | Vild är vinden            | Gioia                              |                    |
| Elizabeth Taylor  | Regnträdets land          | Susanna Drake                      |                    |
| Lana Turner       | Lek i mörker              | Constance MacKenzie                |                    |
| 1958 (31:a)       |                           |                                    |                    |
| Susan Hayward     | Jag vill leva!            | Barbara Graham                     |                    |
| Deborah Kerr      | Vid skilda bord           | Sibyl Railton-Bell                 |                    |
| Shirley MacLaine  | Insats förlorad           | Ginnie Moorehead                   |                    |
| Rosalind Russell  | Min fantastiska tant      | Mame Dennis                        |                    |
| Elizabeth Taylor  | Katt på hett plåttak      | Margaret 'Katten Maggie' Pollitt   |                    |
| 1959 (32:a)       |                           |                                    |                    |
| Simone Signoret   | Plats på toppen           | Alice Aisgill                      |                    |
| Doris Day         | Jag hatar dig, älskling   | Jan Morrow                         |                    |
| Audrey Hepburn    | Nunnan                    | syster Luke, Gabrielle van der Mal |                    |
| Katharine Hepburn | Plötsligt i somras        | Violet Venable                     |                    |
| Elizabeth Taylor  | Plötsligt i somras        | Catherine Holly                    |                    |

## 1960-talet
| År                | Skådespelerska                  | Film                       | Roll              |
| 1960 (33:e)       |                                 |                            |                   |
| ----------------- | ------------------------------- | -------------------------- | ----------------- |
| 1960 (33:e)       | Elizabeth Taylor                | Inte för pengar...         | Gloria Wandrous   |
| 1960 (33:e)       | Greer Garson                    | Sunrise at Campobello      | Eleanor Roosevelt |
| 1960 (33:e)       | Deborah Kerr                    | Viddernas vagabond         | Ida Carmody       |
| 1960 (33:e)       | Shirley MacLaine                | Ungkarlslyan               | Fran Kubelik      |
| 1960 (33:e)       | Melina Mercouri                 | Aldrig på en söndag        | Ilya              |
| 1961 (34:e)       |                                 |                            |                   |
| Sophia Loren      | De två kvinnorna                | Cesira                     |                   |
| Audrey Hepburn    | Frukost på Tiffany's            | Holly Golightly            |                   |
| Piper Laurie      | Fifflaren                       | Sarah Packard              |                   |
| Geraldine Page    | Flyende sommar                  | Alma Winemiller            |                   |
| Natalie Wood      | Feber i blodet                  | Wilma Dean 'Deanie' Loomis |                   |
| 1962 (35:e)       |                                 |                            |                   |
| Anne Bancroft     | Miraklet                        | Anne Sullivan              |                   |
| Bette Davis       | Vad hände med Baby Jane?        | Baby Jane Hudson           |                   |
| Katharine Hepburn | Lång dags färd mot natt         | Mary Tyrone                |                   |
| Geraldine Page    | Ungdoms ljuva fågel             | Alexandra Del Lago         |                   |
| Lee Remick        | Dagen efter rosorna             | Kirsten Arnesen Clay       |                   |
| 1963 (36:e)       |                                 |                            |                   |
| Patricia Neal     | Vildast av dem alla             | Alma Brown                 |                   |
| Leslie Caron      | Rum för obemärkt                | Jane Fossett               |                   |
| Shirley MacLaine  | Irma la Douce                   | Irma La Douce              |                   |
| Rachel Roberts    | Idolen                          | Margaret Hammond           |                   |
| Natalie Wood      | Natt med en främling            | Angie Rossini              |                   |
| 1964 (37:e)       |                                 |                            |                   |
| Julie Andrews     | Mary Poppins                    | Mary Poppins               |                   |
| Anne Bancroft     | Fjärde gången gillt             | Jo Armitage                |                   |
| Sophia Loren      | Giftas på italienska            | Filumena Marturano         |                   |
| Debbie Reynolds   | Colorados vilda dotter          | Molly Brown                |                   |
| Kim Stanley       | Skuggan av ett mord             | Myra Savage                |                   |
| 1965 (38:e)       |                                 |                            |                   |
| Julie Christie    | Darling                         | Diana Scott                |                   |
| Julie Andrews     | Sound of Music                  | Maria von Trapp            |                   |
| Samantha Eggar    | Samlaren                        | Miranda Grey               |                   |
| Elizabeth Hartman | En strimma solsken              | Selina D'Arcy              |                   |
| Simone Signoret   | Narrskeppet                     | La Contessa                |                   |
| 1966 (39:e)       |                                 |                            |                   |
| Elizabeth Taylor  | Vem är rädd för Virginia Woolf? | Martha                     |                   |
| Anouk Aimée       | En man och en kvinna            | Anne Gauthier              |                   |
| Ida Kaminska      | Butiken vid Storgatan           | Rozalie Lautmann           |                   |
| Lynn Redgrave     | Georgy - En ploygirl            | Georgina 'Georgy' Parkin   |                   |
| Vanessa Redgrave  | Morgan - hur galen som helst    | Leonie Delt                |                   |
| 1967 (40:e)       |                                 |                            |                   |
| Katharine Hepburn | Gissa vem som kommer på middag  | Christina Drayton          |                   |
| Anne Bancroft     | Mandomsprovet                   | Mrs. Robinson              |                   |
| Faye Dunaway      | Bonnie och Clyde                | Bonnie Parker              |                   |
| Edith Evans       | Rösterna                        | Maggie Ross                |                   |
| Audrey Hepburn    | Nattens ögon                    | Susy Hendrix               |                   |
| 1968 (41:a)       |                                 |                            |                   |
| Katharine Hepburn | Så tuktas ett lejon             | Eleonora av Akvitanien     |                   |
| Barbra Streisand  | Funny Girl                      | Fanny Brice                |                   |
| Patricia Neal     | The Subject Was Roses           | Nettie Cleary              |                   |
| Vanessa Redgrave  | Isadora                         | Isadora Duncan             |                   |
| Joanne Woodward   | Rachel, Rachel                  | Rachel Cameron             |                   |
| 1969 (42:a)       |                                 |                            |                   |
| Maggie Smith      | Miss Brodies bästa år           | Jean Brodie                |                   |
| Geneviève Bujold  | De tusen dagarnas drottning     | Anne Boleyn                |                   |
| Jane Fonda        | När man skjuter hästar så...    | Gloria Beatty              |                   |
| Liza Minnelli     | Pookie, uppkäftig men ful       | Mary Ann 'Pookie' Adams    |                   |
| Jean Simmons      | I nöd och lust                  | Mary Wilson                |                   |

## 1970-talet
| År                       | Skådespelerska                        | Film                      | Roll                  |
| 1970 (43:e)              |                                       |                           |                       |
| ------------------------ | ------------------------------------- | ------------------------- | --------------------- |
| 1970 (43:e)              | Glenda Jackson                        | När kvinnor älskar        | Gudrun Brangwen       |
| 1970 (43:e)              | Jane Alexander                        | Det stora vita hoppet     | Eleanor Backman       |
| 1970 (43:e)              | Ali MacGraw                           | Love Story                | Jennifer Cavalleri    |
| 1970 (43:e)              | Sarah Miles                           | Ryan's dotter             | Rosy Ryan             |
| 1970 (43:e)              | Carrie Snodgress                      | En galen hemmafrus dagbok | Bettina "Tina" Balser |
| 1971 (44:e)              |                                       |                           |                       |
| Jane Fonda               | Klute – en smart snut                 | Bree Daniels              |                       |
| Julie Christie           | McCabe & Mrs. Miller                  | Constance Miller          |                       |
| Glenda Jackson           | Söndag, satans söndag                 | Alex Greville             |                       |
| Vanessa Redgrave         | Maria Stuart - drottning av Skottland | Maria Stuart              |                       |
| Janet Suzman             | Nikolaus och Alexandra                | Alexandra                 |                       |
| 1972 (45:e)              |                                       |                           |                       |
| Liza Minnelli            | Cabaret                               | Sally Bowles              |                       |
| Diana Ross               | Lady Sings the Blues                  | Billie Holiday            |                       |
| Maggie Smith             | Min lättfotade "moster"               | Augusta Bertram           |                       |
| Cicely Tyson             | Sounder                               | Rebecca Morgan            |                       |
| Liv Ullmann              | Utvandrarna                           | Kristina                  |                       |
| 1973 (46:e)              |                                       |                           |                       |
| Glenda Jackson           | Kärlek börjar med kast                | Vicki Allessio            |                       |
| Ellen Burstyn            | Exorcisten                            | Chris MacNeil             |                       |
| Marsha Mason             | Sjömannen och gatflickan              | Maggie Paul               |                       |
| Barbra Streisand         | Våra bästa år                         | Katie Morosky             |                       |
| Joanne Woodward          | Önskningar och drömmar                | Rita Walden               |                       |
| 1974 (47:e)              |                                       |                           |                       |
| Ellen Burstyn            | Alice bor inte här längre             | Alice Hyatt               |                       |
| Diahann Carroll          | Claudine                              | Claudine Price            |                       |
| Faye Dunaway             | Chinatown                             | Evelyn Cross Mulwray      |                       |
| Valerie Perrine          | Lenny Bruce                           | Honey Harlow              |                       |
| Gena Rowlands            | En kvinna under påverkan              | Mabel Longhetti           |                       |
| 1975 (48:e)              |                                       |                           |                       |
| Louise Fletcher          | Gökboet                               | syster Ratched            |                       |
| Isabelle Adjani          | Berättelsen om Adèle H.               | Adèle Hugo / Adèle Lewry  |                       |
| Ann-Margret              | Tommy                                 | Nora Walker               |                       |
| Glenda Jackson           | Hedda Gabler                          | Hedda Gabler              |                       |
| Carol Kane               | Hester Street                         | Gitl                      |                       |
| 1976 (49:e)              |                                       |                           |                       |
| Faye Dunaway             | Network                               | Diana Christensen         |                       |
| Marie-Christine Barrault | Cousin cousine                        | Marthe                    |                       |
| Talia Shire              | Rocky                                 | Adrian Pennino            |                       |
| Sissy Spacek             | Carrie                                | Carrie White              |                       |
| Liv Ullmann              | Ansikte mot ansikte                   | Dr. Jenny Isaksson        |                       |
| 1977 (50:e)              |                                       |                           |                       |
| Diane Keaton             | Annie Hall                            | Annie Hall                |                       |
| Anne Bancroft            | Vändpunkten                           | Emma Jacklin              |                       |
| Jane Fonda               | Julia                                 | Lillian Hellman           |                       |
| Shirley MacLaine         | Vändpunkten                           | Deedee Rodgers            |                       |
| Marsha Mason             | Sa jag adjö när jag kom?              | Paula McFadden            |                       |
| 1978 (51:a)              |                                       |                           |                       |
| Jane Fonda               | Hemkomsten                            | Sally Hyde                |                       |
| Ingrid Bergman           | Höstsonaten                           | Charlotte Andergast       |                       |
| Ellen Burstyn            | Samma tid nästa år                    | Doris                     |                       |
| Jill Clayburgh           | En fri kvinna                         | Erica Benton              |                       |
| Geraldine Page           | Interiors                             | Eve                       |                       |
| 1979 (52:a)              |                                       |                           |                       |
| Sally Field              | Norma Rae                             | Norma Rae Webster         |                       |
| Jill Clayburgh           | Börja om från början                  | Marilyn Holmberg          |                       |
| Jane Fonda               | Kinasyndromet                         | Kimberly Wells            |                       |
| Marsha Mason             | Andra gången gillt                    | Jennie MacLaine           |                       |
| Bette Midler             | The Rose                              | Mary Rose Foster          |                       |

## 1980-talet
| År                | Skådespelerska                       | Film                          | Roll               |
| 1980 (53:e)       |                                      |                               |                    |
| ----------------- | ------------------------------------ | ----------------------------- | ------------------ |
| 1980 (53:e)       | Sissy Spacek                         | Loretta                       | Loretta Lynn       |
| 1980 (53:e)       | Ellen Burstyn                        | Åter till livet               | Edna Mae McCauley  |
| 1980 (53:e)       | Goldie Hawn                          | Tjejen som gjorde lumpen      | Pvt. Judy Benjamin |
| 1980 (53:e)       | Mary Tyler Moore                     | En familj som andra           | Beth Jarrett       |
| 1980 (53:e)       | Gena Rowlands                        | Gloria                        | Gloria Swenson     |
| 1981 (54:e)       |                                      |                               |                    |
| Katharine Hepburn | Sista sommaren                       | Ethel Thayer                  |                    |
| Diane Keaton      | Reds                                 | Louise Bryant                 |                    |
| Marsha Mason      | Bara när jag skrattar                | Georgia Hines                 |                    |
| Susan Sarandon    | Atlantic City, U.S.A.                | Sally Matthews                |                    |
| Meryl Streep      | Den franske löjtnantens kvinna       | Anna / Sara Woodruff          |                    |
| 1982 (55:e)       |                                      |                               |                    |
| Meryl Streep      | Sophies val                          | Sophie Zawistowska            |                    |
| Julie Andrews     | Victor/Victoria                      | Victoria Grant                |                    |
| Jessica Lange     | Frances                              | Frances Farmer                |                    |
| Sissy Spacek      | Försvunnen                           | Beth Horman                   |                    |
| Debra Winger      | En officer och gentleman             | Paula Pokrifki                |                    |
| 1983 (56:e)       |                                      |                               |                    |
| Shirley MacLaine  | Ömhetsbevis                          | Aurora Greenway               |                    |
| Jane Alexander    | Testament                            | Carol Wetherly                |                    |
| Meryl Streep      | Silkwood                             | Karen Silkwood                |                    |
| Julie Walters     | Timmarna med Rita                    | Rita                          |                    |
| Debra Winger      | Ömhetsbevis                          | Emma Greenway Horton          |                    |
| 1984 (57:e)       |                                      |                               |                    |
| Sally Field       | En plats i mitt hjärta               | Edna Spalding                 |                    |
| Judy Davis        | En färd till Indien                  | Adela Quested                 |                    |
| Jessica Lange     | Vredens mark                         | Jewell Ivy                    |                    |
| Vanessa Redgrave  | En kvinnas röst                      | Olive Chancellor              |                    |
| Sissy Spacek      | Floden                               | Mae Garvey                    |                    |
| 1985 (58:e)       |                                      |                               |                    |
| Geraldine Page    | Resan till Bountiful                 | Carrie Watts                  |                    |
| Anne Bancroft     | Agnes av Gud                         | Moder Miriam Ruth             |                    |
| Whoopi Goldberg   | Purpurfärgen                         | Celie Harris Johnson          |                    |
| Jessica Lange     | Sweet Dreams                         | Patsy Cline                   |                    |
| Meryl Streep      | Mitt Afrika                          | Karen Blixen                  |                    |
| 1986 (59:e)       |                                      |                               |                    |
| Marlee Matlin     | Bortom alla ord                      | Sarah Norman                  |                    |
| Jane Fonda        | Mellan midnatt och gryning           | Alex Sternbergen              |                    |
| Sissy Spacek      | Crimes of the Heart                  | Babe Magrath                  |                    |
| Kathleen Turner   | Peggy Sue gifte sig                  | Peggy Sue Bodell              |                    |
| Sigourney Weaver  | Aliens - Återkomsten                 | Ellen Ripley                  |                    |
| 1987 (60:e)       |                                      |                               |                    |
| Cher              | Mångalen                             | Loretta Castorini             |                    |
| Glenn Close       | Farlig förbindelse                   | Alex Forrest                  |                    |
| Holly Hunter      | Broadcast News - nyhetsfeber         | Jane Craig                    |                    |
| Sally Kirkland    | Anna                                 | Anna                          |                    |
| Meryl Streep      | Järngräs                             | Helen Archer                  |                    |
| 1988 (61:a)       |                                      |                               |                    |
| Jodie Foster      | Anklagad                             | Sarah Tobias                  |                    |
| Glenn Close       | Farligt begär                        | Marquise Isabelle de Merteuil |                    |
| Melanie Griffith  | Working Girl                         | Tess McGill                   |                    |
| Meryl Streep      | Ett skrik i mörkret                  | Lindy Chamberlain-Creighton   |                    |
| Sigourney Weaver  | De dimhöljda bergens gorillor        | Dian Fossey                   |                    |
| 1989 (62:a)       |                                      |                               |                    |
| Jessica Tandy     | På väg med miss Daisy                | Daisy Werthan                 |                    |
| Isabelle Adjani   | Camille Claudel                      | Camille Claudel               |                    |
| Pauline Collins   | Shirley Valentine                    | Shirley Valentine-Bradshaw    |                    |
| Jessica Lange     | Music Box - skuggor ur det förflutna | Ann Talbot                    |                    |
| Michelle Pfeiffer | De fantastiska Baker Boys            | Susie Diamond                 |                    |

## 1990-talet
| År                   | Skådespelerska                  | Film                     | Roll         |
| 1990 (63:e)          |                                 |                          |              |
| -------------------- | ------------------------------- | ------------------------ | ------------ |
| 1990 (63:e)          | Kathy Bates                     | Lida                     | Annie Wilkes |
| 1990 (63:e)          | Anjelica Huston                 | Svindlarna               | Lilly Dillon |
| 1990 (63:e)          | Julia Roberts                   | Pretty Woman             | Vivian Ward  |
| 1990 (63:e)          | Meryl Streep                    | Vykort från drömfabriken | Suzanne Vale |
| 1990 (63:e)          | Joanne Woodward                 | Paret Bridge             | India Bridge |
| 1991 (64:e)          |                                 |                          |              |
| Jodie Foster         | När lammen tystnar              | Clarice Starling         |              |
| Geena Davis          | Thelma & Louise                 | Thelma Dickinson         |              |
| Laura Dern           | Natten med Rose                 | Rose                     |              |
| Bette Midler         | For the Boys - Soldaternas sång | Dixie Leonard            |              |
| Susan Sarandon       | Thelma & Louise                 | Louise Sawyer            |              |
| 1992 (65:e)          |                                 |                          |              |
| Emma Thompson        | Howards End                     | Margaret Schlegel        |              |
| Catherine Deneuve    | Indochine                       | Eliane Devries           |              |
| Mary McDonnell       | Passion Fish                    | May-Alice Culhane        |              |
| Michelle Pfeiffer    | Love Field                      | Lurene Hallett           |              |
| Susan Sarandon       | Lorenzos olja                   | Michaela Odone           |              |
| 1993 (66:e)          |                                 |                          |              |
| Holly Hunter         | Pianot                          | Ada McGrath              |              |
| Angela Bassett       | What's Love Got to Do with It?  | Tina Turner              |              |
| Stockard Channing    | Ett oväntat besök               | Ouisa Kittredge          |              |
| Emma Thompson        | Återstoden av dagen             | Sarah "Sally" Kenton     |              |
| Debra Winger         | Shadowlands                     | Joy Gresham              |              |
| 1994 (67:e)          |                                 |                          |              |
| Jessica Lange        | Blue Sky                        | Carly Marshall           |              |
| Jodie Foster         | Nell                            | Nell Kellty              |              |
| Miranda Richardson   | Tom & Viv                       | Vivienne Haigh-Wood      |              |
| Winona Ryder         | Unga kvinnor                    | Jo March                 |              |
| Susan Sarandon       | Klienten                        | Reggie Love              |              |
| 1995 (68:e)          |                                 |                          |              |
| Susan Sarandon       | Dead Man Walking                | Helen Prejean            |              |
| Elisabeth Shue       | Farväl Las Vegas                | Sera                     |              |
| Sharon Stone         | Casino                          | Ginger McKenna           |              |
| Meryl Streep         | Broarna i Madison County        | Francesca Johnson        |              |
| Emma Thompson        | Förnuft och känsla              | Elinor Dashwood          |              |
| 1996 (69:e)          |                                 |                          |              |
| Frances McDormand    | Fargo                           | Marge Gunderson          |              |
| Brenda Blethyn       | Hemligheter och lögner          | Cynthia Rose Purley      |              |
| Diane Keaton         | Marvins döttrar                 | Bessie                   |              |
| Kristin Scott Thomas | Den engelske patienten          | Katharine Clifton        |              |
| Emily Watson         | Breaking the Waves              | Bess McNeill             |              |
| 1997 (70:e)          |                                 |                          |              |
| Helen Hunt           | Livet från den ljusa sidan      | Carol Connelly           |              |
| Helena Bonham Carter | Duvans vingslag                 | Kate Croy                |              |
| Julie Christie       | Afterglow                       | Phyllis Mann             |              |
| Judi Dench           | Hennes majestät Mrs. Brown      | Drottning Viktoria       |              |
| Kate Winslet         | Titanic                         | Rose DeWitt Bukater      |              |
| 1998 (71:a)          |                                 |                          |              |
| Gwyneth Paltrow      | Shakespeare in Love             | Viola De Lesseps         |              |
| Cate Blanchett       | Elizabeth                       | Elisabet I av England    |              |
| Fernanda Montenegro  | Central do Brasil               | Dora                     |              |
| Meryl Streep         | One True Thing                  | Kate Gulden              |              |
| Emily Watson         | Hilary & Jackie                 | Jacqueline du Pré        |              |
| 1999 (72:a)          |                                 |                          |              |
| Hilary Swank         | Boys Don't Cry                  | Brandon Teena            |              |
| Annette Bening       | American Beauty                 | Carolyn Burnham          |              |
| Janet McTeer         | Tumbleweeds                     | Mary Jo Walker           |              |
| Julianne Moore       | Slutet på historien             | Sarah Miles              |              |
| Meryl Streep         | Music of the Heart              | Roberta Guaspari         |              |

## 2000-talet
| År                      | Skådespelerska                             | Film                       | Roll            |
| 2000 (73:e)             |                                            |                            |                 |
| ----------------------- | ------------------------------------------ | -------------------------- | --------------- |
| 2000 (73:e)             | Julia Roberts                              | Erin Brockovich            | Erin Brockovich |
| 2000 (73:e)             | Joan Allen                                 | The Contender              | Laine Hanson    |
| 2000 (73:e)             | Juliette Binoche                           | Chocolat                   | Vianne Rocher   |
| 2000 (73:e)             | Ellen Burstyn                              | Requiem for a Dream        | Sara Goldfarb   |
| 2000 (73:e)             | Laura Linney                               | You Can Count on Me        | Sammy Prescott  |
| 2001 (74:e)             |                                            |                            |                 |
| Halle Berry             | Monster's Ball                             | Leticia Musgrove           |                 |
| Judi Dench              | Iris                                       | Iris Murdoch               |                 |
| Nicole Kidman           | Moulin Rouge!                              | Satine                     |                 |
| Sissy Spacek            | In the Bedroom                             | Ruth Fowler                |                 |
| Renée Zellweger         | Bridget Jones dagbok                       | Bridget Jones              |                 |
| 2002 (75:e)             |                                            |                            |                 |
| Nicole Kidman           | Timmarna                                   | Virginia Woolf             |                 |
| Salma Hayek             | Frida                                      | Frida Kahlo                |                 |
| Diane Lane              | Unfaithful                                 | Constance 'Connie' Sumner  |                 |
| Julianne Moore          | Far from Heaven                            | Cathy Whitaker             |                 |
| Renée Zellweger         | Chicago                                    | Roxie Hart                 |                 |
| 2003 (76:e)             |                                            |                            |                 |
| Charlize Theron         | Monster                                    | Aileen Wuornos             |                 |
| Keisha Castle-Hughes    | Whale Rider                                | Paikea Apirana             |                 |
| Diane Keaton            | Galen i kärlek                             | Erika Berry                |                 |
| Samantha Morton         | Drömmarnas land                            | Sarah Sullivan             |                 |
| Naomi Watts             | 21 gram                                    | Cristina Peck              |                 |
| 2004 (77:e)             |                                            |                            |                 |
| Hilary Swank            | Million Dollar Baby                        | Maggie Fitzgerald          |                 |
| Annette Bening          | Being Julia                                | Julia Lambert              |                 |
| Catalina Sandino Moreno | Maria Full of Grace                        | María Álvarez              |                 |
| Imelda Staunton         | Vera Drake                                 | Vera Rose Drake            |                 |
| Kate Winslet            | Eternal Sunshine of the Spotless Mind      | Clementine Kruczynski      |                 |
| 2005 (78:e)             |                                            |                            |                 |
| Reese Witherspoon       | Walk the Line                              | June Carter                |                 |
| Judi Dench              | Mrs. Henderson presenterar                 | Laura Henderson            |                 |
| Felicity Huffman        | Transamerica                               | Sabrina "Bree" Osbourne    |                 |
| Keira Knightley         | Stolthet & fördom                          | Elizabeth Bennet           |                 |
| Charlize Theron         | North Country                              | Josey Aimes                |                 |
| 2006 (79:e)             |                                            |                            |                 |
| Helen Mirren            | The Queen                                  | Elizabeth II               |                 |
| Penélope Cruz           | Att återvända                              | Raimunda                   |                 |
| Judi Dench              | Notes on a Scandal                         | Barbara Covett             |                 |
| Meryl Streep            | Djävulen bär Prada                         | Miranda Priestly           |                 |
| Kate Winslet            | Little Children                            | Sarah Pierce               |                 |
| 2007 (80:e)             |                                            |                            |                 |
| Marion Cotillard        | La vie en rose – berättelsen om Edith Piaf | Édith Piaf                 |                 |
| Cate Blanchett          | Elizabeth: The Golden Age                  | Elisabet I av England      |                 |
| Julie Christie          | Away from Her                              | Fiona Anderson             |                 |
| Laura Linney            | Familjen Savage                            | Wendy Savage               |                 |
| Ellen Page              | Juno                                       | Juno MacGuff               |                 |
| 2008 (81:a)             |                                            |                            |                 |
| Kate Winslet            | The Reader                                 | Hanna Schmitz              |                 |
| Anne Hathaway           | Rachel Getting Married                     | Kym Buchman                |                 |
| Angelina Jolie          | Changeling                                 | Christine Collins          |                 |
| Melissa Leo             | Frozen River                               | Ray Eddy                   |                 |
| Meryl Streep            | Tvivel                                     | Aloysius Beauvier          |                 |
| 2009 (82:a)             |                                            |                            |                 |
| Sandra Bullock          | The Blind Side                             | Leigh Anne Tuohy           |                 |
| Helen Mirren            | The Last Station                           | Sophia Tolstaya            |                 |
| Carey Mulligan          | An Education                               | Jenny Mellor               |                 |
| Gabourey Sidibe         | Precious                                   | Claireece "Precious" Jones |                 |
| Meryl Streep            | Julie & Julia                              | Julia Child                |                 |

## 2010-talet
| År          | Skådespelerska     | Film                                      | Roll                                 |
| ----------- | ------------------ | ----------------------------------------- | ------------------------------------ |
| 2010 (83:e) | Natalie Portman    | Black Swan                                | Nina Sayers                          |
| 2010 (83:e) | Annette Bening     | The Kids Are All Right                    | Nicole "Nic" Allgood                 |
| 2010 (83:e) | Nicole Kidman      | Rabbit Hole                               | Becca Corbett                        |
| 2010 (83:e) | Jennifer Lawrence  | Winter's Bone                             | Ree Dolly                            |
| 2010 (83:e) | Michelle Williams  | Blue Valentine                            | Cynthia "Cindy" Heller               |
| 2011 (84:e) | Meryl Streep       | Järnladyn                                 | Margaret Thatcher                    |
| 2011 (84:e) | Glenn Close        | Albert Nobbs                              | Albert Nobbs                         |
| 2011 (84:e) | Viola Davis        | Niceville                                 | Aibileen Clark                       |
| 2011 (84:e) | Rooney Mara        | The Girl with the Dragon Tattoo           | Lisbeth Salander                     |
| 2011 (84:e) | Michelle Williams  | My Week with Marilyn                      | Marilyn Monroe                       |
| 2012 (85:e) | Jennifer Lawrence  | Du gör mig galen!                         | Tiffany Maxwell                      |
| 2012 (85:e) | Jessica Chastain   | Zero Dark Thirty                          | Maya                                 |
| 2012 (85:e) | Emmanuelle Riva    | Amour                                     | Anne Laurent                         |
| 2012 (85:e) | Quvenzhané Wallis  | Beasts of the Southern Wild               | Hushpuppy                            |
| 2012 (85:e) | Naomi Watts        | The Impossible                            | Maria Bennett                        |
| 2013 (86:e) | Cate Blanchett     | Blue Jasmine                              | Jeanette "Jasmine" Francis           |
| 2013 (86:e) | Amy Adams          | American Hustle                           | Sydney Prosser / Lady Edith Greensly |
| 2013 (86:e) | Sandra Bullock     | Gravity                                   | Ryan Stone                           |
| 2013 (86:e) | Judi Dench         | Philomena                                 | Philomena Lee                        |
| 2013 (86:e) | Meryl Streep       | En familj – August: Osage County          | Violet Weston                        |
| 2014 (87:e) | Julianne Moore     | Still Alice                               | Alice Howland                        |
| 2014 (87:e) | Marion Cotillard   | Två dagar, en natt                        | Sandra Bya                           |
| 2014 (87:e) | Felicity Jones     | The Theory of Everything                  | Jane Hawking                         |
| 2014 (87:e) | Rosamund Pike      | Gone Girl                                 | Amy Elliott-Dunne                    |
| 2014 (87:e) | Reese Witherspoon  | Wild                                      | Cheryl Strayed                       |
| 2015 (88:e) | Brie Larson        | Room                                      | Joy "Ma" Newsome                     |
| 2015 (88:e) | Cate Blanchett     | Carol                                     | Carol Aird                           |
| 2015 (88:e) | Jennifer Lawrence  | Joy                                       | Joy Mangano                          |
| 2015 (88:e) | Charlotte Rampling | 45 år                                     | Kate Mercer                          |
| 2015 (88:e) | Saoirse Ronan      | Brooklyn                                  | Eilis Lacey                          |
| 2016 (89:e) | Emma Stone         | La La Land                                | Mia Dolan                            |
| 2016 (89:e) | Isabelle Huppert   | Elle                                      | Michèle Leblanc                      |
| 2016 (89:e) | Ruth Negga         | Loving                                    | Mildred Loving                       |
| 2016 (89:e) | Natalie Portman    | Jackie                                    | Jackie Kennedy                       |
| 2016 (89:e) | Meryl Streep       | Florence Foster Jenkins                   | Florence Foster Jenkins              |
| 2017 (90:e) | Frances McDormand  | Three Billboards Outside Ebbing, Missouri | Mildred Hayes                        |
| 2017 (90:e) | Sally Hawkins      | The Shape of Water                        | Elisa Esposito                       |
| 2017 (90:e) | Margot Robbie      | I, Tonya                                  | Tonya Harding                        |
| 2017 (90:e) | Saoirse Ronan      | Lady Bird                                 | Christine "Lady Bird" McPherson      |
| 2017 (90:e) | Meryl Streep       | The Post                                  | Katharine Graham                     |
| 2018 (91:a) | Olivia Colman      | The Favourite                             | Anna av Storbritannien               |
| 2018 (91:a) | Yalitza Aparicio   | Roma                                      | Cleodegaria "Cleo" Gutiérrez         |
| 2018 (91:a) | Glenn Close        | The Wife                                  | Joan Castleman                       |
| 2018 (91:a) | Lady Gaga          | A Star Is Born                            | Ally Maine                           |
| 2018 (91:a) | Melissa McCarthy   | Can You Ever Forgive Me?                  | Lee Israel                           |
| 2019 (92:a) | Renée Zellweger    | Judy                                      | Judy Garland                         |
| 2019 (92:a) | Cynthia Erivo      | Harriet                                   | Harriet Tubman                       |
| 2019 (92:a) | Scarlett Johansson | Marriage Story                            | Nicole Barber                        |
| 2019 (92:a) | Saoirse Ronan      | Unga kvinnor                              | Josephine "Jo" March                 |
| 2019 (92:a) | Charlize Theron    | Bombshell – När tystnaden bryts           | Megyn Kelly                          |

## 2020-talet
| År             | Skådespelerska     | Film                                 | Roll                                    |
| -------------- | ------------------ | ------------------------------------ | --------------------------------------- |
| 2020/21 (93:e) | Frances McDormand  | Nomadland                            | Fern                                    |
| 2020/21 (93:e) | Viola Davis        | Ma Rainey's Black Bottom             | Ma Rainey                               |
| 2020/21 (93:e) | Andra Day          | The United States vs. Billie Holiday | Billie Holiday                          |
| 2020/21 (93:e) | Vanessa Kirby      | Pieces of a Woman                    | Martha Weiss                            |
| 2020/21 (93:e) | Carey Mulligan     | Promising Young Woman                | Cassandra "Cassie" Thomas               |
| 2021 (94:e)    | Jessica Chastain   | The Eyes of Tammy Faye               | Tammy Faye Bakker                       |
| 2021 (94:e)    | Olivia Colman      | The Lost Daughter                    | Leda Caruso                             |
| 2021 (94:e)    | Penélope Cruz      | Parallella mödrar                    | Janis Martínez Moreno                   |
| 2021 (94:e)    | Nicole Kidman      | Being the Ricardos                   | Lucille Ball                            |
| 2021 (94:e)    | Kristen Stewart    | Spencer                              | Diana Spencer                           |
| 2022 (95:e)    | Michelle Yeoh      | Everything Everywhere All at Once    | Evelyn Quan Wang                        |
| 2022 (95:e)    | Cate Blanchett     | Tár                                  | Lydia Tár                               |
| 2022 (95:e)    | Ana de Armas       | Blonde                               | Norma Jeane Mortensen / Marilyn Monroe  |
| 2022 (95:e)    | Andrea Riseborough | To Leslie                            | Leslie Rowlands                         |
| 2022 (95:e)    | Michelle Williams  | The Fabelmans                        | Mitzi Schildkraut-Fabelman              |
| 2023 (96:e)    | Emma Stone         | Poor Things                          | Bella Baxter / Victoria Blessington     |
| 2023 (96:e)    | Annette Bening     | Nyad                                 | Diana Nyad                              |
| 2023 (96:e)    | Lily Gladstone     | Killers of the Flower Moon           | Mollie Burkhart                         |
| 2023 (96:e)    | Sandra Hüller      | Fritt fall                           | Sandra Voyter                           |
| 2023 (96:e)    | Carey Mulligan     | Maestro                              | Felicia Montealegre Bernstein           |
| 2024 (97:e)    | Mikey Madison      | Anora                                | Anora "Ani" Mikheeva                    |
| 2024 (97:e)    | Cynthia Erivo      | Wicked                               | Elphaba Thropp                          |
| 2024 (97:e)    | Karla Sofía Gascón | Emilia Pérez                         | Emilia Pérez / Juan "Manitas" Del Monte |
| 2024 (97:e)    | Demi Moore         | The Substance                        | Elisabeth Sparkle                       |
| 2024 (97:e)    | Fernanda Torres    | I'm Still Here                       | Eunice Paiva                            |

## Flera priser för bästa kvinnliga huvudroll
Fyra priser
- Katharine Hepburn

Tre priser
- Frances McDormand

Två priser
- Ingrid Bergman
- Bette Davis
- Olivia de Havilland
- Sally Field
- Jane Fonda
- Jodie Foster
- Glenda Jackson
- Vivien Leigh
- Luise Rainer
- Emma Stone
- Meryl Streep
- Hilary Swank
- Elizabeth Taylor

## Flera nomineringar för bästa kvinnliga huvudroll
Sjutton nomineringar
- Meryl Streep

Tolv nomineringar
- Katharine Hepburn

Tio nomineringar
- Bette Davis

Sju nomineringar
- Greer Garson

Sex nomineringar
- Ingrid Bergman
- Jane Fonda
- Deborah Kerr
- Norma Shearer
- Sissy Spacek

Fem nomineringar
- Anne Bancroft
- Cate Blanchett
- Ellen Burstyn
- Judi Dench
- Irene Dunne
- Susan Hayward
- Audrey Hepburn
- Jessica Lange
- Shirley MacLaine
- Susan Sarandon
- Elizabeth Taylor

Fyra nomineringar
- Annette Bening
- Glenn Close
- Julie Christie
- Greta Garbo
- Olivia de Havilland
- Glenda Jackson
- Jennifer Jones
- Diane Keaton
- Nicole Kidman
- Marsha Mason
- Geraldine Page
- Vanessa Redgrave
- Rosalind Russell
- Barbara Stanwyck
- Kate Winslet
- Joanne Woodward
- Jane Wyman

Tre nomineringar
- Julie Andrews
- Claudette Colbert
- Joan Crawford
- Penélope Cruz
- Faye Dunaway
- Joan Fontaine
- Jodie Foster
- Frances McDormand
- Julianne Moore
- Carey Mulligan
- Eleanor Parker
- Saoirse Ronan
- Gloria Swanson
- Charlize Theron
- Emma Thompson
- Michelle Williams
- Debra Winger
- Renée Zellweger

Två nomineringar
- Isabelle Adjani
- Jane Alexander
- Sandra Bullock
- Leslie Caron
- Jessica Chastain
- Ruth Chatterton
- Jill Clayburgh
- Olivia Colman
- Viola Davis
- Marie Dressler
- Sally Field
- Janet Gaynor
- Holly Hunter
- Jennifer Lawrence
- Vivien Leigh
- Laura Linney
- Sophia Loren
- Anna Magnani
- Bette Midler
- Liza Minnelli
- Helen Mirren
- Patricia Neal
- Michelle Pfeiffer
- Natalie Portman
- Luise Rainer
- Julia Roberts
- Gena Rowlands
- Simone Signoret
- Maggie Smith
- Emma Stone
- Barbra Streisand
- Hilary Swank
- Liv Ullmann
- Emily Watson
- Naomi Watts
- Sigourney Weaver
- Natalie Wood
- Loretta Young

## Flera nomineringar för bästa kvinnliga huvudroll utan att vinna
Sex nomineringar
- Deborah Kerr

Fem nomineringar
- Irene Dunne
- Judi Dench

Fyra nomineringar
- Marsha Mason
- Vanessa Redgrave
- Rosalind Russell
- Barbara Stanwyck

Tre nomineringar
- Annette Bening
- Glenn Close
- Greta Garbo
- Eleanor Parker
- Gloria Swanson
- Debra Winger

Två nomineringar
- Isabelle Adjani
- Jane Alexander
- Leslie Caron
- Ruth Chatterton
- Jill Clayburgh
- Laura Linney
- Bette Midler
- Michelle Pfeiffer
- Gena Rowlands
- Liv Ullmann
- Emily Watson
- Naomi Watts
- Sigourney Weaver
- Michelle Williams
- Natalie Wood
- Renée Zellweger

## Delat pris
En enda gång har priset för bästa kvinnliga huvudroll delats mellan två skådespelerskor; detta skedde 1969, då Katharine Hepburn och Barbra Streisand fick exakt lika många röster var av juryn.